# ISO 3166-2:WS
ISO 3166-2:WS este o secțiune a ISO 3166-2, parte a standardului ISO 3166, publicat de Organizația Internațională de Standardizare (ISO), care definește codurile pentru subdiviziunile Samoei (a cărui cod ISO 3166-1 alpha-2 este WS).
În prezent sunt asignate coduri pentru unsprezece districte.
Fiecare cod începe cu WS-, urmat de două litere.

## Codurile actuale
Codurile și numele diviziunilor sunt listate așa cum se regăsesc în standardul publicat de Agenția de Mentenanță a standardului ISO 3166 (ISO 3166/MA). Faceți click pe butonul din capul listei pentru a sorta fiecare coloană.

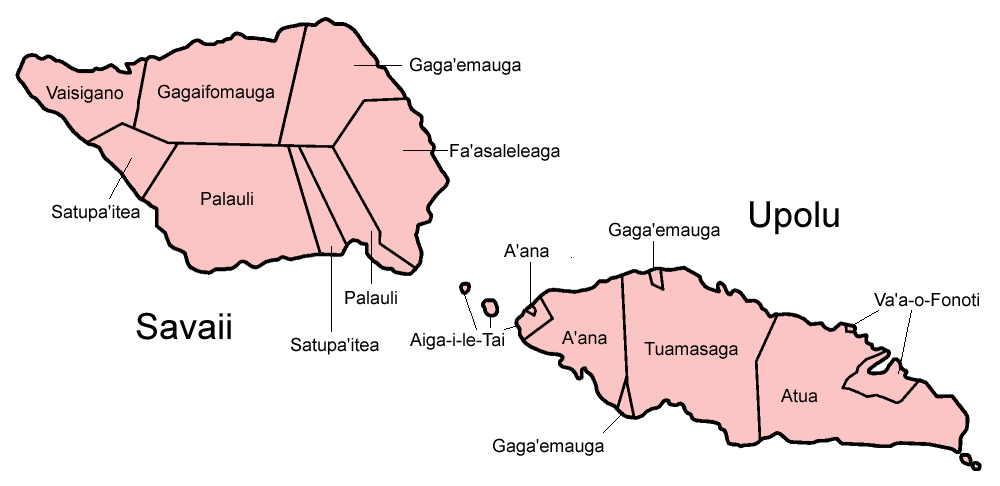
Districtele Samoei

| Cod   | Nume subdiviziune |
| ----- | ----------------- |
| WS-AA | A'ana             |
| WS-AL | Aiga-i-le-Tai     |
| WS-AT | Atua              |
| WS-FA | Fa'asaleleaga     |
| WS-GE | Gaga'emauga       |
| WS-GI | Gagaifomauga      |
| WS-PA | Palauli           |
| WS-SA | Satupa'itea       |
| WS-TU | Tuamasaga         |
| WS-VF | Va'a-o-Fonoti     |
| WS-VS | Vaisigano         |